# 27 horas con la muerte
27 horas con la muerte es una película colombiana de 1981 de suspenso y terror, escrita y dirigida por Jairo Pinilla.

## Sinopsis
El doctor Méndez es un científico que, en busca de una pastilla que pueda paralizar una parte del cuerpo, encuentra que por casualidad ha inventado una droga que hace que cualquier ser vivo parezca muerto durante 9 horas. Decide comunicarle a su mejor amigo, un médico llamado Víctor Otálora, su descubrimiento. Hacen una prueba con un conejo y resulta exitosa. El doctor Méndez le comenta a Víctor que se deshará de las pastillas existentes ya que no es el objetivo de su experimento, en ese instante entra una llamada y Víctor decide guardar algunas pastillas dentro de un pañuelo. Conociendo que un amigo común de ambos, Mario, está sin empleo decide contactarse con él.
Mario, vagando por la ciudad, encuentra un niño gamín que por robar es golpeado por un tendero, Mario lo llama y lo aconseja de seguir una vida mejor y le da su dirección invitándolo a su casa. Regresa y se encuentra con su esposa Maritza, quien le informa que Víctor lo ha llamado. Se citan en casa de Víctor y este le dice su plan: Mario deberá sacar un seguro por una cifra muy alta, luego tomará tres de esas pastillas para aparentar estar muerto durante 27 horas. Antes de ser llevado al cementerio se llevara el ataúd a la habitación de la pareja con la excusa de cambiarlo de traje, donde sacarán el cuerpo y llenarán el ataúd con otras cosas, y luego cobrarán el seguro. Mario esta temeroso ya que la droga no ha sido probada en humanos. Ya que ninguno se quiere ofrecer, Mario recuerda al niño y deciden probar con él. 
Aunque tarda en llegar el niño es recibido con alegría en la casa de Mario y después de darle un gran desayuno lo convencen de tomar una de las pastillas. El niño muestra señales de un ataque epiléptico y aparentemente muere y, pasadas las 9 horas, efectivamente el niño despierta. Mario entonces hace los trámites para sacar el seguro por $ 50.000.000, una cifra alta para la época por lo cual los de la aseguradora hacen todo tipo de pruebas para saber que Mario no sea un enfermo terminal, o que esté haciendo un timo. Como no se descubre ningún fraude, se aprueba el seguro. 
Durante la fiesta de cumpleaños de Maritza, se ejecuta el plan, entre los invitados está incluso gente de la aseguradora invitada con el fin de ser testigos. Luego de una conversación en la cocina, Mario toma las pastillas y aparentemente muere frente a todos. Se celebra el velorio, pero el plan del cambio de traje falla por culpa de la gente de la aseguradora, así que deciden esperar que lo entierren y sacar el cadáver en la noche. Mientras colocan el ataúd en la tumba, Maritza grita que Mario está vivo temerosa de que no lo puedan sacar pero Víctor la calma con la excusa de que ella no soporta perderle. En la noche Víctor va a sacar a Mario pero el plan fracasa por los perros que cuidan el cementerio. Regresa pidiéndole a Maritza carne para distraer a los perros, pero Maritza cambia de opinión y convence a Víctor de dejar a Mario enterrado y dividir el dinero del seguro entre los dos e irse lejos. Después de irse Víctor, Maritza comienza a preparar su maleta, pero varios sucesos al parecer sobrenaturales comienzan a pasar en la casa llevando la película a un final inesperado.

## Elenco
- Julio del Mar ... Dr. Víctor Otálora
- Ivonne Maritza Goméz Lugo ... Maritza
- Francisco Vergara ... Mario
- Eduardo Enrique Lopéz ... Niño habitante de calle
- Jairo Pinilla ... Dueño Aseguradora
- Julio César Luna
- Ana María Hurtado ... Dra. Maribel Cristina